# TGR
TGR is een historisch merk van bromfietsen.
Dit Italiaanse bedrijf in Ozzano dell'Emilia in Bologna maakte vanaf begin jaren tachtig de elektrische Polimotor bromfiets. De productie kwam niet goed van de grond, maar het frame werd doorverkocht aan andere merken die elektrische bromfietsen produceerden.